# Wladimir Gradew

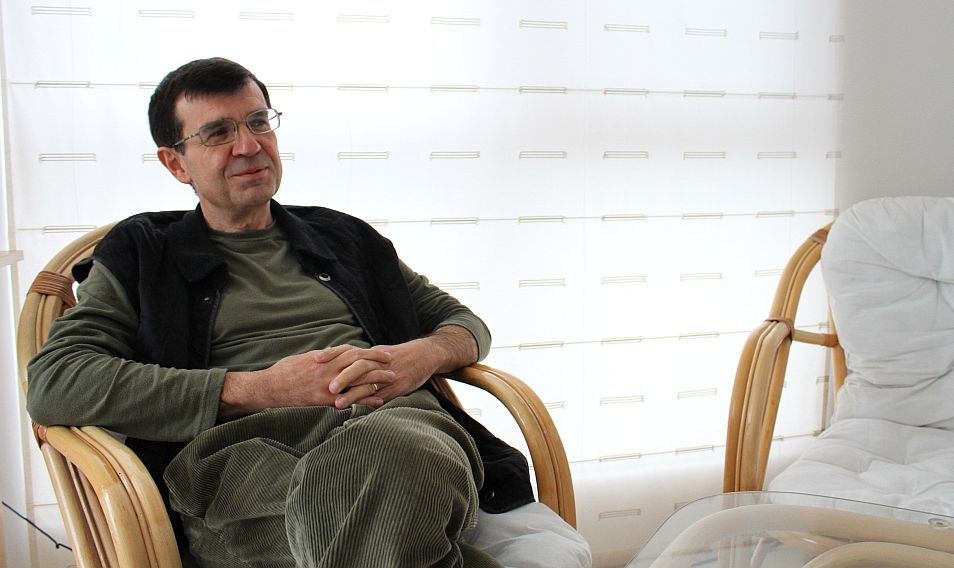
Wladimir Gradew in Warna, April 2015

Wladimir Nikolaew Gradew (bulgarisch Владимир Николаев Градев; * 12. Mai 1963 in Warna) ist ein bulgarischer Philosoph, Religionswissenschaftler, Diplomat und Übersetzer. 
In der bulgarischen philosophischen und religionswissenschaftlichen Fachwelt wurde er bekannt durch Arbeiten  zu Michel Foucault, französischer Philosophie des Poststrukturalismus, Martin Heidegger, Carl Schmitt u. a. und Übersetzungen von Michel Foucault, Blaise Pascal, Jacques Derrida, Gilles Deleuze, Giacomo Leopardi und Simone Weil. Gradew war bulgarischer Botschafter (2001–2006) beim Heiligen Stuhl und beim Souveränen Malteserorden. Für seine Tätigkeit als Botschafter wurde er mit dem Piusorden (Großkreuz) und dem Verdienstorden Pro Merito Melitensi (Großkreuz) ausgezeichnet. Er ist Ehrenmitglied der Florentiner Akademie „Collegio dei Nobili“ und Mitglied des Auslandskomitees bei „Les Etats généraux de la psychanalyse“.